# Питер Л. Бергер
Питер Лудвиг Бергер (Беч, 17. март 1929 — Бруклајн, 27. јун 2017) био је амерички социолог аустријског порекла познат по свом раду у социологији знања, социологије религије, студија модернизације и теоријских доприноса социолошке теорије. Он је најпознатији по својој књизи Друштвена конструкција стварности  (Њујорк, 1966.), која се сматра једним од најутицајнијих текстова у социологији знања, и играо централну улогу у развоју друштвеног конструкционизма. Књига је именована од стране Међународног социолошког удружења за пету

## Социолошка размишљања

### Друштвена конструкција реалости

#### Реалност свакодневног живота
Бергер и Лукман представљају ово као сферу стварности која се изражава на људску егзистенцију одмах и најинтензивније. Свакодневни живот је у супротности са осталим сферама стварности - , позоришта - и очекује се од особе да буде објективна, интерсубјективна (дели са другима) и очигледна. Живот је наређен просторно и временски. Просторно наручивање омогућава интеракцију са другим људима и предметима; људска способност да манипулише зоне простора може да се укрштају са туђим способностима.
Социјалне интеракције у свакодневном животу користе личним сусретима као најбољи сценарио где људска бића заиста могу да се повежу  међусобно кроз интеракцију. Људи сматрају друге у овим интеракцијама као реалније него што би они сами били; можемо поставити особу у свакодневни живот гледајући је, али ипак морамо да размишљамо и о нашој припадност у свету као да није тако концентричан.
Језик је императив за разумевање свакодневног живота. Ми разумемо знање кроз језик. Релевантно знање за нас је једино потребно знање за наш опстанак, али људи комуницирају кроз размену и повезивање релевантних структура наших живота једни са другима.

#### Друштво као објекат и субјекат
Објективно, друштвени поредак је производ нашег друштвеног предузећа: то је процес који произилази из људске активности. Институције су производ историчности и треба да контролишу људске навике (поновљена понашања или шаблоне). Заједничка природа тих искустава и њихови заједнички резултати у садиментацији значе да гибе меморабилност. Многа понашања губе седиментирана институционална значења. Институционални поредак подразумева људе да играју одређене улоге. Ове улоге се сматрају наступима као те одређене фигуре - запослени не бива осуђииван као човек већ као улога коју обавља.
Субјективно, доживљавамо први и други социјализацију у друштву. Прво, ми смо се дружили у свету и секундарно ми смо интернализовали институционалне 'под светове'. Одржавамо субјективни свет кроз афирмацију са социјалним интеракцијама са другима. Наш идентитет и друштво су представљени  као дијалектички повезани: наш идентитет је формиран друштвеним процесима, који су заузврат наређивани од стране нашег друштва.

### Хуманитарна перспектива
Хуманистичка перспектива је генерално ван главних токова савремене социологије. Сматра се као правац који се односи више на хуманистичкие науке - књижевност, филозофија - него на друштвене . Њена крајња сврха лежи у ослобађању друштва илузија да се помагањем постаје хуманији. У том смислу, ми смо "марионете друштва", али социологија нам омогућава да видимо конце да за које смо повезани, што нам помаже да се ослободимо. Бергеров "Позив на социологији" описује свој приступ области социологије у овом хуманистичкомсмислу. Методолошки, социолози треба да покушају да разумеју и поштууе људско понашање изван контекста свог социјалног окружења и слободно од било ког утицаја личних склоности или осећања. Студија социологије, Бергер, поставља, требало би да буде безначајна. Истраживање треба да се обрачунава на исти начин као и научном методом, користећи посматрање, хипотезе, тестирање, податке, анализе и генерализацију. Значење изведено из резултата истраживања треба да буду стављени у контекст са историјским, културним, или другим важним подацима .

## Теоретски допринос
У Смисао модерног времена: Питер Л. Бергер и визија интерпретиве социологије, Џејмс Девисон Хантер и Стивен Ц. Аинлаи су написали на основу друштвених теорија Бергера. Хунтер и Аинлаи користе Бергерову  идеологију као основ и оквир за ову књиге. Николас Аберкромби почиње испитивањем његовог реформисања социологије знања. Померање свој фокус на субјективне реалности свакодневног живота, Бергер улази у дијалог са традиционалном социологијом знања - прецизније, Марксове и Манхемове. Аберкромби копа дубље у овај дијалог кој је Бергер донео, и проучава начине на који Бергер иде иза ових фигура. Стивен Аинлаи затим врши значајан утицај на Бергеров рад.
У области социологије, Бергер је донекле искључен из главних токова; његову хуманистичку перспективау је осудио већи део интелектуалне елите на терену, иако је продат у преко милион примерака. Бергерове левичарске критике му нису много помогле у том погледу. Међутм, Бергерове теорије о религији су одржале значајну тежину у савременим неоконзервативним и теолошким областима размишљања.

## Утицаји
На Бергеров рад је посебно утицао Макс Вебер. Вебер је био фокусиран на емпиријске реалности рационалности као карактеристика акције и рационализације. Поређења ради, Бергер предлаже да користимо реч "Опције", а не слободу као емпиријски концепт. Дакле, многи емпиријски радови Бергера и Вебера су се односила на однос између савремене рационализације и опције за социјалне акције. Вебер је тврдио да рационализам може да значи различите ствари на субјективном нивоу свести и на објективном нивоу друштвених институција. Веза између Бергерове анализе социологије религије у савременом друштву поравнавају Веберово дело Протестантска етика и дух капитализма . Вебер је видео капитализам као резултат протестантске секуларизације радне етике и морала у прикупљању богатства, која Бергер интегрише у својој анализи о ефектима губитка не-секуларне фондација за веровање о крајњем смислу живота.

## Дела
Бергерова утицајна дела обухватају:
- The Noise of Solemn Assemblies (1961)
- Invitation to Sociology: A Humanistic Perspective (1963)
- The Social Construction of Reality: A Treatise in the Sociology of Knowledge (1966) with Thomas Luckmann
- The Sacred Canopy: Elements of a Sociological Theory of Religion (1967).
- A Rumor of Angels: Modern Society and the Rediscovery of the Supernatural (1969).

У скорије време писао је за широке јавне масе, али са посебним акцентом на социологију религије и капитализма:
- Sociology (1972) with Brigitte Berger. Basic Books. – Dutch translation: Sociologie (1972). Basisboeken
- The Homeless Mind: Modernization and Consciousness (1973) with Brigitte Berger and Hansfried Kellner. Random House
- Pyramids of Sacrifice: Political Ethics and Social Change (1974)
- Facing Up to Modernity: Excursions in Society, Politics and Religion (1979)
- The Heretical Imperative: Contemporary Possibilities of Religious Affirmation (1979)
- The Other Side of God: A Polarity in World Religions (editor, 1981).
- The War Over the Family: Capturing the Middle Ground (1983) with Brigitte Berger
- The Capitalist Revolution (1986) New York: Basic Books.
- The Capitalist Spirit: Toward a Religious Ethic of Wealth Creation (editor, 1990)
- A Far Glory: The Quest for Faith in an Age of Credulity (1992)
- Redeeming Laughter: The Comic Dimension of Human Experience (1997)
- Four Faces of Global Culture (The National Interest, Fall 1997)
- The Limits of Social Cohesion: Conflict and Mediation in Pluralist Societies: A Report of the Bertelsmann Foundation to the Club of Rome (1998)
- The Desecularization of the World: Resurgent Religion and World Politics (editor, et al., 1999)
- Peter Berger and the Study of Religion (edited by Linda Woodhead et al., 2001; includes a Postscript by Berger)
- Many Globalizations: Cultural Diversity in the Contemporary World (2002) with Samuel P. Huntington. Oxford University Press
- Questions of Faith: A Skeptical Affirmation of Christianity (2003). Blackwell Publishing
- In Praise of Doubt: How to Have Convictions Without Becoming a Fanatic (2009) with Anton Zijderveld. HarperOne
- Dialogue Between Religious Traditions in an Age of Relativity (2011) Mohr Siebeck
- The Many Altars of Modernity. Towards a Paradigm for Religion in a Pluralist Age" (2014)